# کارموترول
کارموترول (انگلیسی: Carmoterol) (INN؛ کدهای توسعه TA-2005 و CHF-4226) یک  گونیست آدرنرژیک β آدرنرژیک با اثر فوق‌العاده طولانی اثر غیر کاتکولی است که در آزمایش‌های بالینی بود. پیش از سال ۲۰۱۰، زمانی که بر اساس شواهدی مبنی بر اینکه ترکیب دارای مشخصات رقابتی نیست، از توسعه بیشتر خارج شد.

مطالعات اولیه نشان داد که مدت اثر آن بیش از ۲۴ ساعت پس از استنشاق ۳ میکروگرم است. نمایه فارماکولوژیک این دارو شامل این واقعیت است که قدرت آن در نای خوکچه هندی جدا شده از فورموترول و سالمترول بیشتر است. بیش از ۱۰۰ برابر برای عضله برونش انتخابی‌تر از بافت میوکارد است.